# Kurt Hugo Schneider
Kurt Hugo Schneider (* 7. September 1988 in Baltimore, Maryland) ist ein US-amerikanischer Musiker, Sänger, Songwriter, Filmemacher und Webvideoproduzent. Er produziert Musikvideos für verschiedene YouTube-Künstler, wie zum Beispiel Sam Tsui, die sich aufgrund ausgefeilter Kreativität alle stark voneinander unterscheiden. So wurden unter anderem schon zahlreiche aufwendige One-Take-Videos gedreht, oder aber auch Medley-Videos, in denen Tsui einen Ein-Mann-Chor simuliert.

## Biografie
Schneider wuchs in Blue Bell auf, einem Vorort von Philadelphia, nur eine Straße entfernt von Sam Tsui, den er an der Wissahickon High School kennenlernte. Schneider hat deutsche und österreichische Wurzeln, nach eigenem Bekunden sind beide Großeltern väterlicherseits in Wien geboren. Schneider machte 2010 an der Yale University einen Abschluss in Mathematik; während des Studiums wurde er in die Phi-Beta-Kappa-Gemeinschaft aufgenommen. Er hat eine ältere Schwester, die eine klassische Pianistin ist.
Schneider wurde im Alter von 15 Jahren Nationaler Schachmeister und spielte für das Yale Schachteam.

## Karriere
Schneider begann während seiner Highschool-Zeit und seines Universitätsbesuches mit Tsui zusammenzuarbeiten und produzierte Videos von Tsui, in denen er Covers und Medleys singt. Außerdem drehte er mit Sam Tsui und anderen Akteuren eine Online-Musical-Serie namens College Musical und produzierte eigene Songs Tsuis. Von der Online-Serie wurden auf YouTube lediglich vier Folgen veröffentlicht.
Die erste mediale Zuwendung bekamen die zwei mit einem Michael-Jackson-Medley, dieses Video wurde etwa 35 Millionen Mal aufgerufen. Sein Kanal hat mehr als 3,5 Milliarden Aufrufe und über 13 Millionen Abonnenten. Der Clip mit den derzeit meisten Aufrufen ist Just A Dream by Nelly – Sam Tsui & Christina Grimmie, mit über 200 Millionen Aufrufen. Das Medley ist eines von vielen, in denen Schneider mithilfe von Videoprogrammen einen Ein-Mann-Chor illusioniert, in dem Tsui sowohl die Haupt-, als auch die Backgroundstimmen singt und im Video an mehreren Stellen gleichzeitig erscheint. Dieses Medley wurde von der Time als eine Mischung aus Glee und Angriff der Klonkrieger bezeichnet. Die viralen Videos führten zu einigen Auftritten im amerikanischen Fernsehen, wie z. B. The Oprah Winfrey Show oder The Ellen DeGeneres Show. Am 3. Februar 2011 wurde ein Cover von Hold it against me, in dem Sam Tsui singend Klavier spielt und Schneider die Perkussion macht, auf Britney Spears offizieller Website verlinkt.
Die Popularität, die die zwei mit ihren Videos erreichten, brachte sie dazu, ihre Tätigkeiten auch auf andere YouTube-Projekte auszuweiten, so dass im Sommer 2010 ihr Film College Musical: The Movie fertiggestellt werden konnte. Dieser Film basiert auf den zuvor hochgeladenen Teilen der Webserie College Musical. Dieser Film wurde allerdings erst im Jahr 2014 veröffentlicht. Im September 2010 begannen Schneider und Tsui eigene Stücke zu veröffentlichen, im Mai 2013 wurde Tsuis Album Make it up publiziert.
Zwar arbeitet Schneider primär mit Tsui zusammen, doch es entstehen auch regelmäßig Musik-Projekte gemeinsam mit anderen Künstlern, die meist genauso wie dieser hauptsächlich auf YouTube aktiv sind. So wurden gemeinsame Werke mit Alex Goot, Tyler Ward, Max Schneider, Megan Nicole, Lindsey Stirling und Chrissy Costanza mit ihrer Band Against the Current produziert. Bei der Produktion für Christina Grimmie's Debütalbum "Find Me" war Kurt Hugo Schneider ebenfalls vertreten, der den gleichnamigen Song zum Album produzierte.